# 南门街道 (桂林市)
南门街道是中华人民共和国广西壮族自治区桂林市象山区下辖的一个街道。

## 行政区划
南门街道下辖以下地区：
龙船坪社区、天鹅社区、雉山社区、银锭社区、民族社区、甘棠社区、东安社区、新竹社区、竹林社区、金竹社区、翠竹路社区、八一社区、尚智社区和翠西社区。